# Presa de l'Havana
La Presa de l'Havana pels anglesos va tenir lloc durant la Guerra dels Set Anys l'agost de 1762. Aquest fet va deixar al descobert les debilitats de les defenses espanyoles en el Carib i es va produir en entrar els anglesos en conflicte amb la corona espanyola, que s'havia aliat amb França, tradicional enemic d'Anglaterra. En un principi els anglesos van intentar establir una mena de colònia anomenada «Cumberland» que servís de punt de suport a una invasió a l'illa, pel sud, en el que avui és la província de Guantánamo, però les condicions van ser molt hostils tant pel terreny, així com la constant fustigació de la gent del país, de manera que van desistir.

## Incapacitat espanyola
Després el 1762 van presentar una fortíssima flota contra la capital cubana, la qual va caure després de durs combats. Val destacar que un dels aspectes que més van influir en la derrota espanyola va ser la ineficàcia del governador espanyol de l'Havana, el qual en lloc de treure la flota espanyola fora de la badia per donar batalla a l'enemic, va optar per un ridícul pla, que consistir a calar foc a algunes naus a l'entrada de la badia i així evitar l'entrada dels vaixells anglesos. Això ser un error fatal, ja que va permetre als anglesos fer i desfer el seu gust sense cap oposició marítima, ja que els vaixells espanyols van quedar sense poder-se utilitzar.

## El gran bastió i les milícies criolles
Tot i això els casaques vermelles van haver de sacrificar un gran nombre d'homes i recursos per poder ocupar l'urbs, primerament van haver d'aixecar un setge molt prolongat al castell del Morro el qual posava en escac als invasors i només després d'haver ocupat el turó del front (la Cabana, on posteriorment es edificaria la fortalesa homònima), van poder obrir foc d'artilleria i obrir una bretxa, que va fer que finalment la fortalesa caigués.
També els anglesos van tenir greus problemes pel constant assetjament de les milícies formades pels criolls, al comandament de l'alcalde de la vila de Guanabacoa, Pepe Antonio, que utilitzar principalment armes blanques, amb el qual va protagonitzar la primera càrrega al matxet, abans que la utilitzessin els independentistes al segle xix, però les seves victòries van aixecar gelosia en el frustrat governador espanyol, que ho va fer cridar i el va retirar del combat, enviant-lo a Jesús del Monte (actual municipi de Diez de Octubre) al qual va morir d'un infart, presumptament per l'enuig produït per l'insult al que s'havia vist sotmès.

## Ocupació i canvi per la Florida
Durant el període que va durar l'ocupació, onze mesos, Cuba va viure un intens auge econòmic propiciat per algunes mesures preses pels anglesos com l'obertura dels ports per al comerç i la importació de nombrosos esclaus que necessitava la malmesa economia. Fins i tot durant aquest període s'introdueix el que avui en dia és un models menjars del menjar cubana, el porc. Però tot i això les relacions entre els havaners i els anglesos mai van ser bones, perquè aquests veien en els mateixos a uns ocupants.
Després d'onze mesos, el juliol de 1763 en el Tractat de París, Anglaterra i Espanya acorden un canvi en el qual part de la Florida espanyola quedaria en mans dels anglesos a canvi de l'Havana.

## Homenatge
La Infanteria de Marina espanyola forma part del Cos de la Casa Reial, un honor només compartit amb la Guardia Real, sent-li concedit per Carles III d'Espanya en recompensa per la seva defensa ferotge de Castillo del Morro.